# Municipio Chiapa de Corzo
Koordinaten: 16° 42′ N, 93° 1′ W
Chiapa de Corzo ist ein Municipio im Zentrum des mexikanischen Bundesstaates Chiapas. Das Municipio hat etwa 87.000 Einwohner und eine Fläche von 833,4 km². Verwaltungssitz und größte Stadt des Municipios ist das gleichnamige Pueblo Mágico Chiapa de Corzo.
Der Namensteil Corzo im Gemeindenamen ehrt den früheren Gouverneur Chiapas’ Ángel Albino Corzo. Der Flughafen Tuxtla Gutiérrez sowie ein Teil des Nationalparks Cañón del Sumidero liegen auf dem Gebiet des Municipios, das wiederum Teil der Zona Metropolitana de Tuxtla Gutiérrez ist.

## Geographie
Das Municipio Chiapa de Corzo liegt zentral im mexikanischen Bundesstaat Chiapas auf Höhen zwischen 200 m und 1800 m. Es zählt zur Gänze zur physiographischen Provinz der Sierra Madre de Chiapas und liegt gänzlich in der hydrologischen Region Grijalva-Usumacinta. Die Geologie des Municipios wird zu 42 % von Kalkstein bestimmt bei 20 % Sandstein-Lutit, 11,5 % Kalkstein-Lutit und je gut 8 % Konglomeraten, Alluvionen und schluffigem Sandstein; vorherrschende Bodentypen sind der Leptosol (41 %), Regosol (32 %) und Phaeozem (13 %). Etwa 43 % der Gemeindefläche dienen dem Ackerbau, 37 % sind bewaldet, 15 % werden von Weideland eingenommen.
Das Municipio Chiapa de Corzo grenzt an die Municipios Soyaló, Ixtapa, Zinacantán, Acala, Emiliano Zapata, Venustiano Carranza, El Parral, Villaflores, Suchiapa, Tuxtla Gutiérrez und Osumacinta.

## Bevölkerung
Beim Zensus 2010 wurden im Municipio 87.603 Menschen in 21.305 Wohneinheiten gezählt. Davon wurden 3.391 Personen als Sprecher einer indigenen Sprache registriert, davon 2.109 Sprecher des Tzotzil und 713 Sprecher des Zoque. Gut 14 Prozent der Bevölkerung waren Analphabeten. 33.810 Einwohner wurden als Erwerbspersonen registriert, wovon 74 % Männer bzw. 2,8 % arbeitslos waren. Knapp 23 % der Bevölkerung lebten in extremer Armut.

## Orte
Das Municipio Chiapa de Corzo umfasst 284 bewohnte localidades, von denen der Hauptort sowie Jardines del Grijalva vom INEGI als urban klassifiziert sind. 14 der Orte wiesen beim Zensus 2010 eine Einwohnerzahl von über 1000 auf, 225 Orte hatten weniger als 100 Einwohner. Die größten Orte sind:
| Ort                               | Einwohner |
| Chiapa de Corzo                   | 45.077    |
| Jardines del Grijalva             | 02.881    |
| Julián Grajales                   | 02.394    |
| Salvador Urbina                   | 01.653    |
| Las Flechas                       | 01.579    |
| Galecio Narcía                    | 01.553    |
| El Palmar (San Gabriel)           | 01.477    |
| Juan del Grijalva                 | 01.428    |
| Ignacio Allende                   | 01.396    |
| Venustiano Carranza               | 01.301    |
| Narciso Mendoza                   | 01.193    |
| Nicolás Bravo                     | 01.184    |
| América Libre                     | 01.073    |
| Nuevo Carmen Tonapac              | 01.010    |
| El Horizonte                      | 00.998    |
| Ribera de Monte Rico (Nacamucuyi) | 00.991    |